# Richard-Wagner-Straße 11 (München)

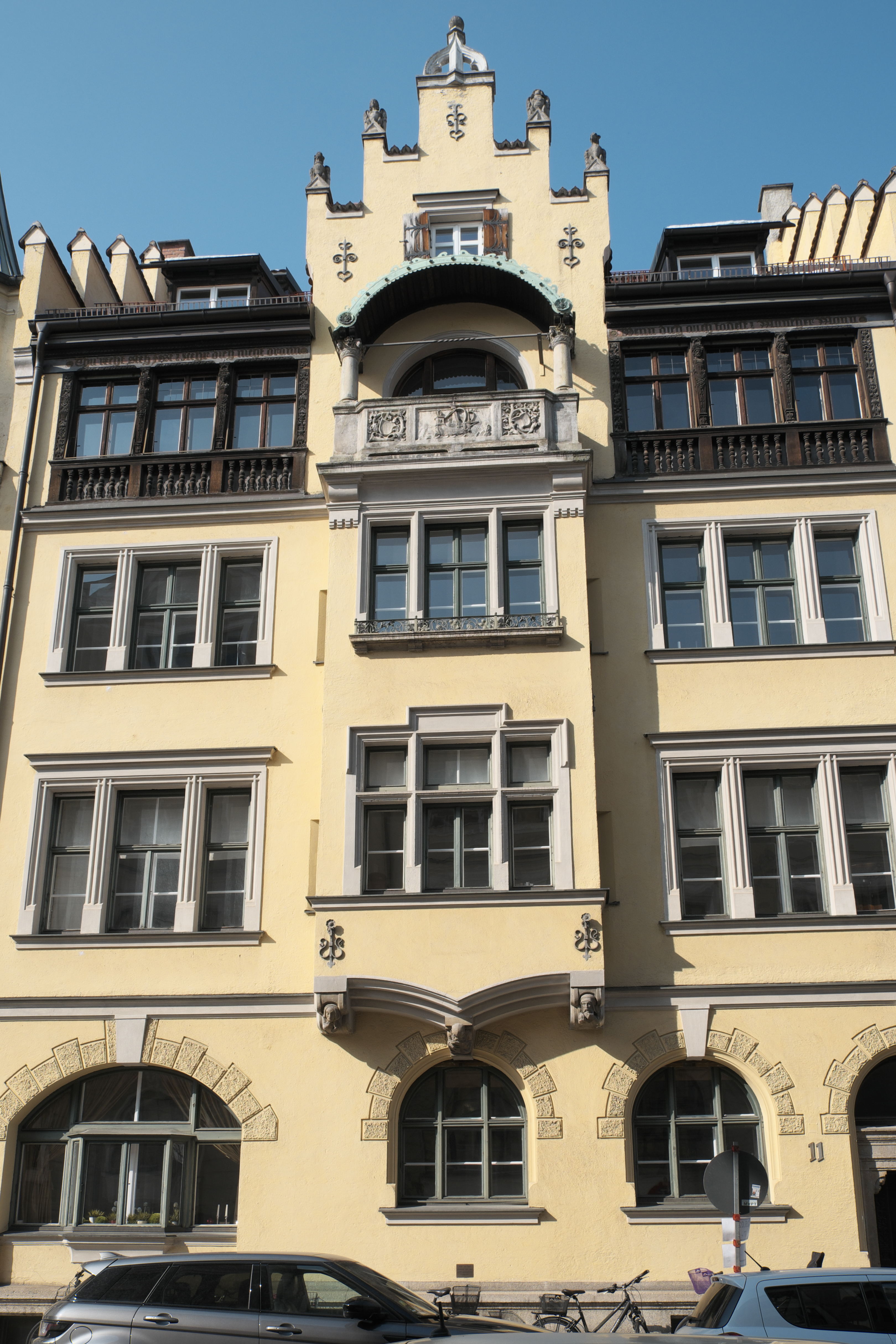
Fassadenansicht

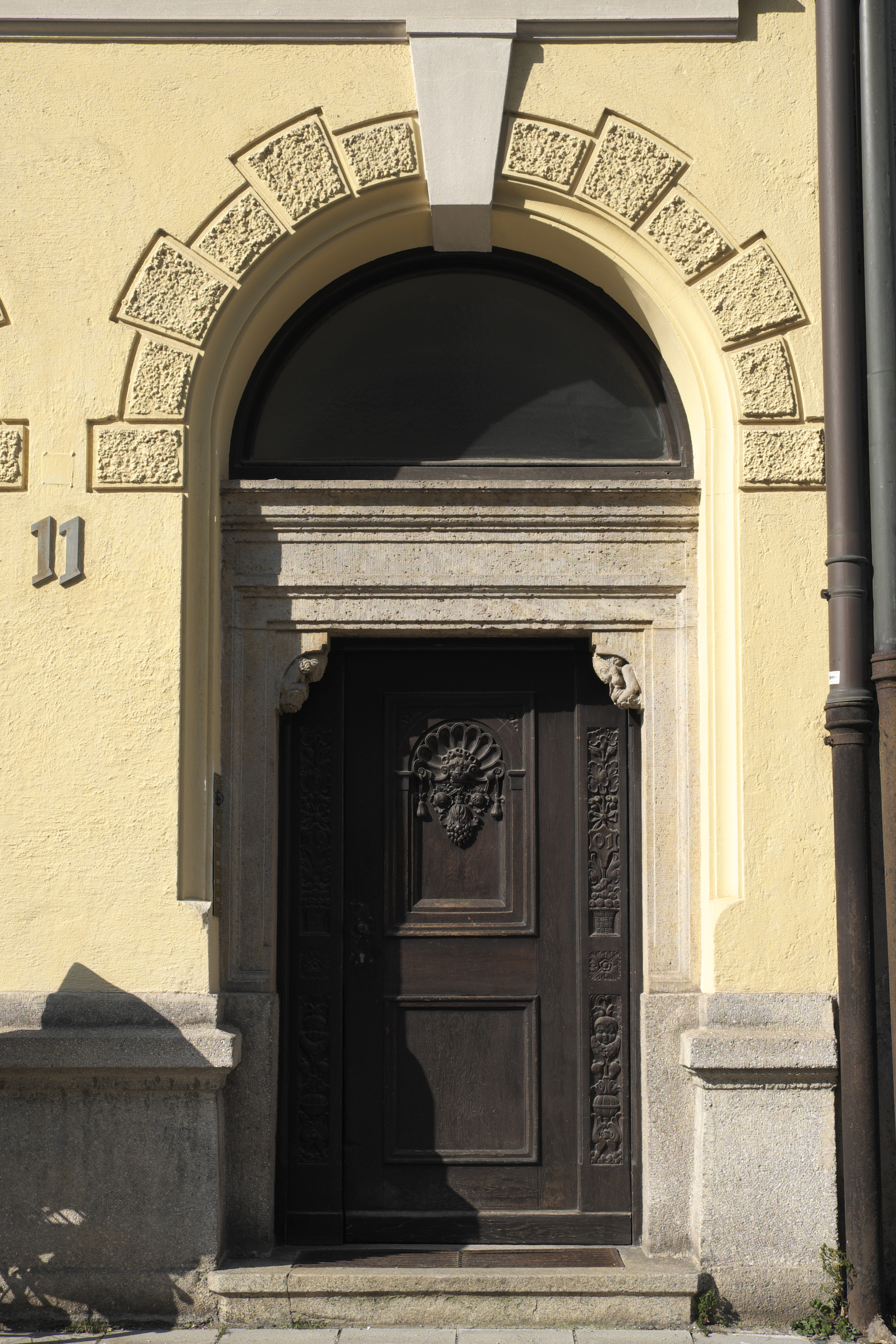
Hauseingang

Das Gebäude Richard-Wagner-Straße 11 ist ein Mietshaus in der bayerischen Landeshauptstadt München. Es ist als Einzeldenkmal in die Bayerische Denkmalliste aufgenommen und konstituierender Teil des Ensembles Richard-Wagner-Straße.

## Geschichte
Das Haus wurde im Zuge der planmäßigen Bebauung der Straße durch den von den Besitzern des Areals, der Erbengemeinschaft Bleibinhaus, beauftragten Architekten Leonhard Romeis (1854–1904) errichtet.
Romeis schuf in den Jahren 1900/01 einen viergeschossigen Bau im Stile der Neurenaissance mit Kastenerker und getrepptem Zwerchhausgiebel. Wie bei anderen Häusern dieser Straße zitierte er bei der Gestaltung frühere Bauepochen, um den Eindruck einer gewachsenen Straße zu erwecken.

### Zeit des Nationalsozialismus

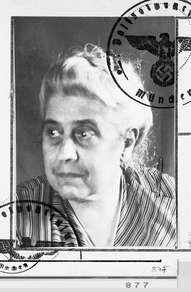
Alice Frank Frau von Ferdinand Frank, Fabrikant

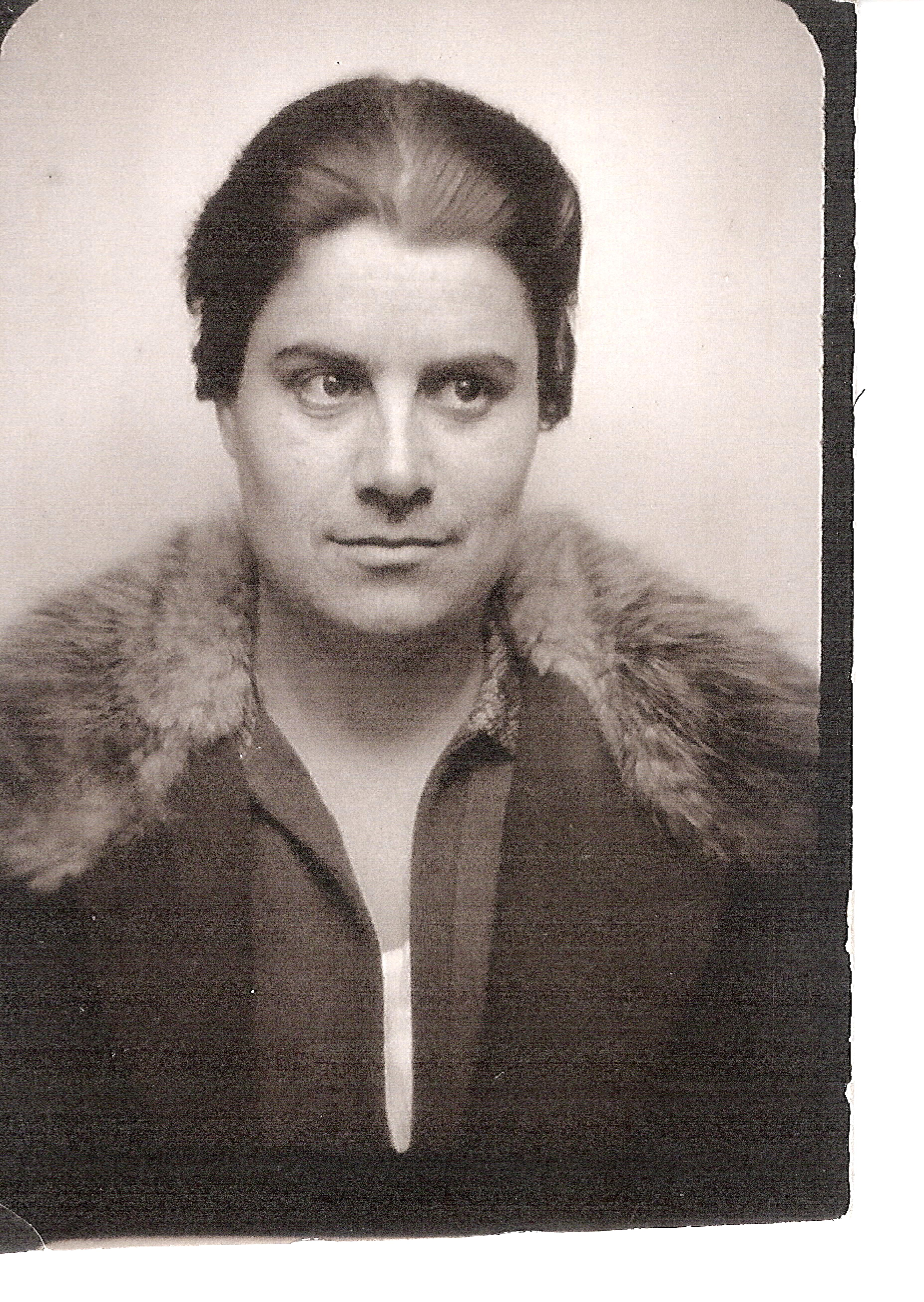
Maria Frank Tochter von Alice und Ferdinand Frank

In der Zeit des Nationalsozialismus wurde nach dem Tod der jüdischen Besitzer in dem Haus ein so genanntes Judenhaus eingerichtet. Bis 1941 lebten dort 22 Personen, die auf Grundlage des Gesetzes über Mietverhältnisse mit Juden vom 30. April 1939 entmietet worden waren. Sie wurden später in das jüdische Altersheim oder in das Sammellager an der Knorrstraße abgeschoben und in Konzentrationslager deportiert. Die freigewordenen Wohnungen bezogen „bedürftige Arier“.
In diesem Haus lebten auch Alice und Maria Frank. Alice Frank geb. Rosenheim, Tochter von Seligmann Rosenheim und Julie Rosenheim kam am 26. April 1869 in Würzburg zur Welt. Die von dem jüdischen Fabrikanten Ferdinand Frank geschiedene Alice  lebte seit 1908 in der Bauerstraße 22. Ab dem 20. Oktober 1941 musste sie in der Richard-Wagner-Straße 11 wohnen, seit 17. März 1942 war sie in das Sammel- und Barackenlager an der Knorrstraße 148, eingewiesen. Am 23. Juni 1942 erfolgte die Deportation in das Konzentrationslager Theresienstadt, wo sie am 26. August 1942 ermordet wurde.
Maria Frank, Tochter von Ferdinand und Alice Frank wurde  am 2. September 1897 in München geboren. Die ledige Verkäuferin wohnte früher schon bei der Mutter; seit dem 10. Oktober 1941 lebte sie in der Richard-Wagner-Straße 11. Noch vor der Mutter deportierte man sie am 4. April 1942 ins Ghetto von Piaski/Ostpolen, wo sie ermordet wurde.